# Santa Irmgardis
Irmgard o Imgardis de Süchteln (1000 - † 1065 or 1082/1089, Colònia, Alemanya) va ser una noble medieval, comtessa sobirana d'Aspel entre el 1013 i el 1085. És venerada com a santa per diverses confessions cristianes i coneguda com a Santa Irmagrdis de Colònia.
N'hi ha poca informació. Les fonts diuen que era comtessa sobirana i que, en morir els seus pares, distribuí els seus bens entre hospitals, esglésies i institucions socials. Va viure una vida senzilla en solitud i realitzà tres pelegrinatges a Roma. Passà els seus darrers anys a Colònia.
La seva festivitat és el 4 de setembre i les seves relíquies estan preservades en un sarcòfag a l'altar de la catedral de Colònia.